# Mystus impluviatus
Mystus impluviatus är en fiskart som beskrevs av Ng 2003. Mystus impluviatus ingår i släktet Mystus och familjen Bagridae. Inga underarter finns listade i Catalogue of Life.